# Inland Empire (colonna sonora)
Inland Empire è la colonna sonora dell'omonimo film diretto da David Lynch.

## Tracce
1. David Lynch – Ghost Of Love – 5:30 (David Lynch; edizioni musicali Bobkind Music Inc.)
2. David Lynch – Rabbits Theme – 0:59 (David Lynch)
3. Mantovani Orchestra – Colors Of My Life – 3:50 (musica: Cy Coleman, Michael Stewart; edizioni musicali WB Music Corp.)
4. David Lynch – Woods Variation – 12:19 (David Lynch)
5. The Dave Brubeck Quartet – Three To Get Ready – 5:22 (musica: Dave Brubeck; edizioni musicali Derry Music Company)
6. Boguslaw Schaeffer – Klavier Konzert – 5:26 (musica: Boguslaw Schaeffer; edizioni musicali Edition Pro Nova, Sonoton Music)
7. Kroke – The Secrets Of The Life Tree – 3:27 (musica: Jerzy Bawol, Tomasz Kukurba, Tomasz Lato; edizioni musicali Hacate Music/Oriente Muzik)
8. Little Eva – The Locomotion – 2:27 (Gerry Goffin, Carole King; edizioni musicali Screen Gems-EMI Music, Inc.)
9. David Lynch – Call From The Past – 2:58 (David Lynch)
10. National Polish Radio Symphony Orchestra – Als Jakob Erwachte – 7:27 (musica: Krzysztof Penderecki; edizioni musicali Schott Music)
11. Antoni Wit e National Polish Radio Symphony Orchestra – Novelette Conclusion (Excerpt) – 3:41 (musica: Witold Lutosławski; edizioni musicali G. Schirmer, Inc.)
12. Beck – Black Tambourine (Film Version) – 2:47 (Beck, Dust Brothers, Eugene Blacknell)
13. David Lynch – Mansion Theme – 2:18 (David Lynch)
14. David Lynch – Walkin' On The Sky – 4:04 (David Lynch; edizioni musicali Bobkind Music Inc.)
15. David Lynch e Marek Zebrowski – Polish Night Music No.1 – 4:18 (David Lynch, Marek Zebrowski; edizioni musicali Bobkind Music Inc. e MaZeMus Productions Inc.)
16. David Lynch e Chrysta Bell – Polish Poem – 5:55 (David Lynch, Chrysta Bell; edizioni musicali Bobkind Music Inc. e Zibelle Music, Inc.)
17. Nina Simone – Sinnerman (Edit) – 6:40 (tradizionale; edizioni musicali Warner Bros. Music Corp.)

Durata totale: 79:28